# Grappe de Cyrano

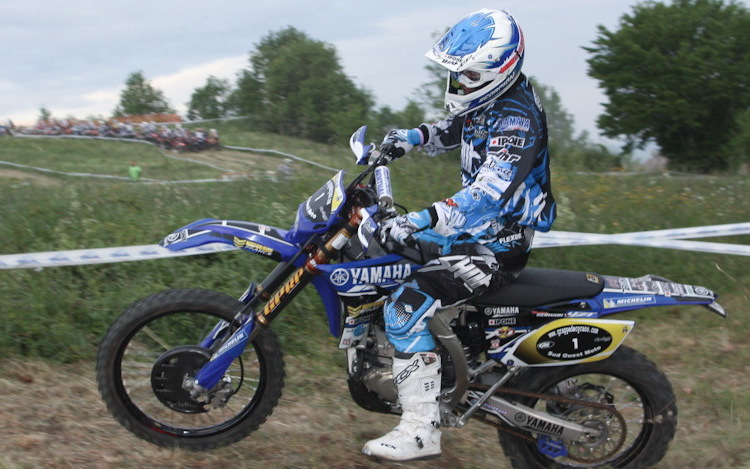
Marc Germain le samedi lors de la Grappe de Cyrano en 2011.

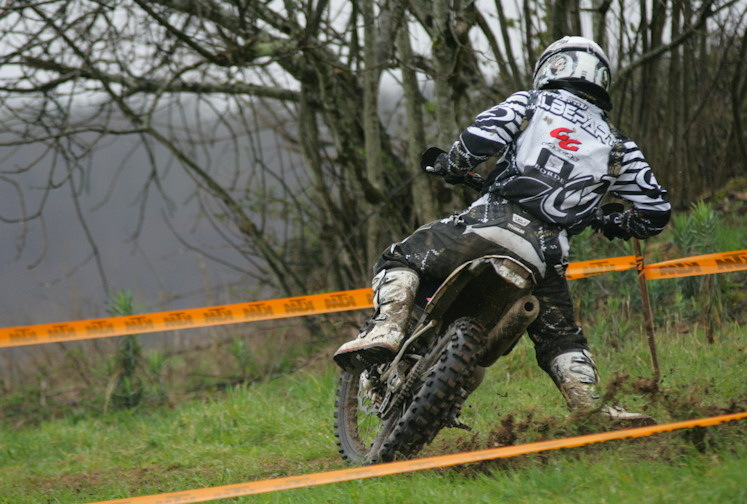
Emmanuel Albepart le samedi lors de la Grappe de Cyrano 2010.

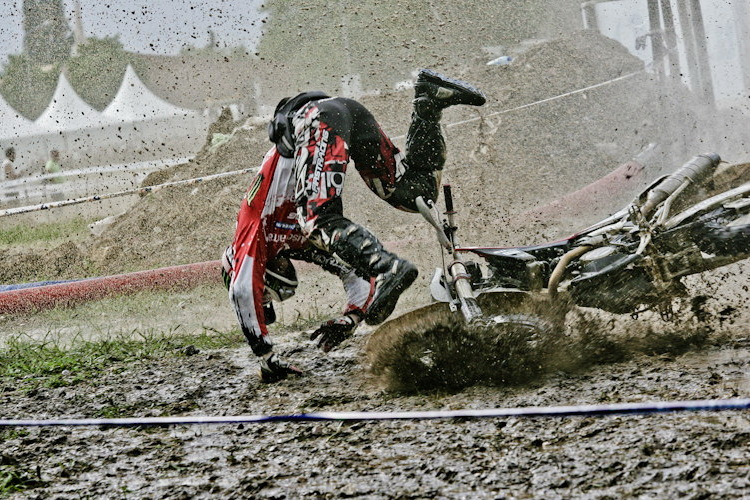
Chute de David Frétigné (Husqvarna) le dimanche lors de la dernière spéciale de la Grappe de Cyrano 2011.

La Grappe de Cyrano est une épreuve d'enduro française qui se déroule sur deux jours dans le département de la Dordogne autour de Sarlat, Montignac, Bergerac, Sainte-Alvère et Cadouin. Elle accueille environs 600 concurrents venant de toute la France, mais aussi de Belgique et de Suisse et se déroule sur un parcours total de 400 kilomètres.
Elle a lieu chaque année, durant le week-end du 1er mai.

## Histoire
Créée en 1987, la Grappe de Cyrano s'élance pour sa première édition en 1988.
De 2005 à 2009, l'épreuve prend le nom de Grappe Lazer avant de devenir la Grappe Dafy Moto de 2010 à 2012, puis Grappe Kreapixel en 2013 et depuis 2019, Grappe Outsiders.
L'épreuve accueille des pilotes d'enduro de renom, ainsi en 2008 on compte parmi les participants l'Espagnol Nani Roma, Thierry Magnaldi et Stéphane Peterhansel.
En 2013, les 30 et 31 mars, la 26e édition a mené les participants de Bergerac à Montignac et retour. Au menu des 624 pilotes présents au départ : dix épreuves spéciales chronométrées sur deux jours et un affrontement des cinquante meilleurs lors d'une dernière spéciale à Bergerac. Les 19 et 20 avril 2014, la 27e édition a rassemblé 535 pilotes au départ, dont 423 ont terminé la course.
En 2015, les 9 et 10 mai, la 28e édition comprend huit spéciales. Les deux journées commencent et se terminent aux Eyzies, avec passage à Montignac le samedi et à Lalinde le dimanche. Sur 638 concurrents au départ, 616 se sont classés dont 546 ayant réussi les huit spéciales. En 2017, la 30e édition part et arrive aux Eyzies. En 2018, c'est Bergerac qui sert de départ et d'arrivée pour six cents concurrents, parmi lesquels figurent cinq champions du monde d'enduro, qui devaient se défier sur neuf spéciales. Les importantes chutes de pluie dans la nuit de samedi à dimanche et les prévisions de précipitations encore plus importantes pour le dimanche ont contraint les organisateurs à annuler la deuxième journée et à proclamer vainqueur Julien Gauthier, meilleur temps sur la première journée, qui devance le double champion du monde juniors Mathias Bellino (ca). Début mai 2019, le départ et l'arrivée de la 32e édition s'effectuent au Buisson-de-Cadouin. Précédemment trois fois vainqueur de cette course, Jérémy Tarroux s'adjuge à nouveau l'édition 2019, en terminant avec une seconde de moins que Johnny Aubert, champion du monde d'enduro en 2008 et 2009.
Après deux années sans compétition en 2020 et 2021 pour cause de pandémie de Covid-19, la Grappe de Cyrano revient en 2022, gagnée par Valérian Debaud. En 2023, la 36e édition mène les 600 concurrents dans le sud-est du département, au départ du Buisson-de-Cadouin. Jérémy Tarroux y remporte un cinquième titre.
À partir de 2023, l'épreuve comporte une spéciale surprise, qui ne peut pas être reconnue par les concurrents et dont le public sera absent, afin d'augmenter l'incertitude dans la lutte pour la victoire.
En 2024, Le Buisson-de-Cadouin sert de départ et d'arrivée à la compétition qui se déroule sur près de 400 kilomètres avec huit spéciales chronométrées,. Jérémy Tarroux récidive pour cette 37e édition, cumulant ainsi six victoires en six participations.
En 2025, pour la 38e Grappe Unibéo, Le Buisson-de-Cadouin est site de départ et d'arrivée, comme l'année précédente. Jérémy Tarroux signe sa septième victoire (dont trois d'affilée) sur cette compétition.

## Palmarès
- 1987 :
- 1988 :
- 1989 :
- 1990 :
- 1991 : Bertrand Bompas
- 1992 : Alain Olivier
- 1993 : Pierre Briais
- 1994 : Emmanuel Auzemery
- 1995 : Laurent Charbonnel
- 1996 : Laurent Charbonnel
- 1997 : Laurent Charbonnel
- 1998 : Laurent Charbonnel
- 1999 : Cyril Esquirol
- 2000 : Stéphane Peterhansel
- 2001 : Stéphane Peterhansel
- 2002 : Laurent Charbonnel
- 2003 : David Frétigné
- 2004 : Jean-Michel Bayle
- 2005 : Marc Germain
- 2006 : Marc Germain
- 2007 : Marc Germain
- 2008 : Marc Germain
- 2009 : Mickaël Pichon
- 2010 : Marc Germain
- 2011 : Marc Germain
- 2012 : Jérémy Tarroux
- 2013 : Marc Bourgeois[3]
- 2014 : Marc Bourgeois[5]
- 2015 : Julien Gauthier
- 2016 : Jérémy Tarroux
- 2017 : Jérémy Tarroux
- 2018 : Julien Gauthier
- 2019 : Jérémy Tarroux
- 2020 et 2021 : pas de compétition pour cause de pandémie de Covid-19
- 2022 : Valérian Debaud[22].
- 2023 : Jérémy Tarroux[15]
- 2024 : Jérémy Tarroux[23]
- 2025 : Jérémy Tarroux[20]

## Parrains
Certains sportifs de haut niveau ont parrainé cette épreuve :
- René Metge en 2004 ;
- Joël Jeannot en 2005 ;
- Sébastien Loeb en 2007 ;
- Hubert Auriol en 2013[4].